# Atanáz Orosz
Atanáz Orosz  (n. 11 mai 1960, Nyíregyháza, Ungaria) este un cleric greco-catolic maghiar, din 2015 episcop al Eparhiei de Miskolc.